# Attila (strip)
Attila, ook bekend onder de naam De avonturen van Attila is een Belgische stripreeks van de hand van tekenaar Derib (Claude de Ribaupierre) en schrijver Maurice Rosy. Vanaf het derde verhaal De raadselachtige Z14 werkte ook Maurice Kornblum mee aan het scenario. De strip werd gepubliceerd  in het stripblad Robbedoes en de Franstalige equivalent Spirou tussen 1967 en 1973.   
Attila was de eerste humoristische strip die Derib tekende na zijn vertrek uit de studio Peyo en zeker in het eerste deel is de invloed van Peyo nog erg zichtbaar. De strip die een mengeling van suspens en fantasie brengt werd goed onthaald maar werd stopgezet toen zowel Rosy als Derib Robbedoes verlieten.
In 1987 werd de serie nieuw leven ingeblazen door tekenaar Didgé en scenaristen Maurice Rosy en Maurice Kornblum met een nieuw verhaal Hondse tegenstanders voor Attila. Ook dit verhaal verscheen in Robbedoes; het is niet getekend door Derib en daarom niet opgenomen in de officiële serie. In 2010 verscheen een Franstalige uitgave van dit verhaal bij uitgeverij The Meditating Cow.

## Inhoud
De stripreeks gaat over de avonturen van Attila, een sprekende hond uit Zwitserland; Attila is een hond die werd gekozen uit enkele duizenden kandidaat honden vanwege zijn uitzonderlijke intelligentie. Dankzij een intensieve hormonenbehandeling en een geheime opleiding kan hij vier talen spreken, lezen en schrijven. Hij is geheim agent en spion die wordt ingezet om de geheimen van het Zwitserse leger te beschermen. Zijn opdracht is het grondgebied te bewaken en buitenlandse agenten op te sporen. Maar hij is vaak te ongedisciplineerd. Hij wordt hierbij geholpen door Ernest Dommelaar, een gepensioneerde officier. In het tweede verhaal Attila speelt tegen (Attila au Chateau / Attila in het kasteel) ontmoeten ze Wout, een klein jongetje dat in een kasteel woont. In het derde verhaal komt Z14 erbij, een klein hondje dat ook kan spreken en die een bondgenoot van Attila zal worden. De kern van het verhaal vormen de intriges van criminele elementen over de rijkdom van het kasteel en zijn zeer jonge eigenaar. De eerste drie verhalen zijn detectiveverhalen maar het vierde verhaal Vliegspul voor Z14 ontwikkelt zich tot een vreemd verhaal met elementen van magie en sciencefiction.

## Verhalen
| titel                            | Franse titel                    | aantal pagina's | jaar | publicatie in Robbedoes |
| -------------------------------- | ------------------------------- | --------------- | ---- | ----------------------- |
| Een hondebaan                    | Un métier de Chien              | 44              | 1967 | 1531 - 1551             |
| Attila speelt tegen              | Attila au Chateau               | 44              | 1968 | 1574 - 1595             |
| Kerstmis voor Attila             | Le Reveillon d'Attila           | 8               | 1968 | 1601                    |
| De raadselachtige Z14            | Attila et le Mystere Z14        | 44              | 1970 | 1655 - 1675             |
| 33                               | 33                              | 2               | 1970 | 1682                    |
| Vliegspul voor Z14               | La Merveilleuse Surprise d'Odee | 44              | 1973 | 1816 - 1834             |
| Hondse tegenstanders voor Attila | Bak et Flak etonnent Attila     | 44              | 1987 | 2578 - 2584             |

## Nederlandstalige albumuitgaven
Albums 1 t/m 4 verschenen bij uitgeverij Dupuis.
- 1 Een hondebaan (1969)
- 2 Attila speelt tegen (1969)
- 3 De raadselachtige Z14 (1971)
- 4 Vliegspul voor Z14 (1974)

In 2010 verscheen De complete Attila bij uitgeverij Patrimoine, een integrale uitgave met alle verhalen van 1967 tot 1973. De Nederlandstalige uitgave verscheen in 2017 bij uitgeverij Arboris.
- De complete Attila (2017)